# Dragon Quest (computerspel)
Dragon Quest (Japans: ドラゴンクエスト; Chinees: 勇者斗恶龙; ook wel Dragon Warrior I) is een computerspel dat werd ontwikkeld door Chunsoft en uitgegeven door Nintendo en Enix Corporation. Het spel kwam in 1986 uit voor de NES, MSX en PC-98. Later volgde ook andere platforms.

## Spel
De speler speelt de rol van jonge held, een leerling van de machtige Erdrick. Een kristallen bol is gestolen en deze moet teruggevonden worden om de vrede in het land te bewaren. Het perspectief van het spel is in de eerste persoon en het speelveld wordt met bovenaanzicht getoond.
Om door te gaan naar het volgende gebied in het spel moet de speler ervaringspunten en goudstukken verzamelen door het verslaan van vijanden. De speler kan hierbij gaan en staan waar hij wil.

## Ontwikkeling
Dragon Quest werd bedacht door Yuji Horii, die zijn inspiratie nam uit andere rollenspellen zoals Wizardry, Ultima en zijn eigen spel The Portopia Serial Murder Case. Horii wilde een RPG die zou aanspreken voor een groter publiek, en voor spelers die niet bekend waren met het genre. Hij probeerde nadruk te leggen op het verhaal en betrokkenheid.

## Platforms
| jaar | platform                    |
| ---- | --------------------------- |
| 1986 | NES, MSX, PC-98             |
| 1992 | X68000                      |
| 1993 | Super Famicom (remake)      |
| 1998 | Satellaview (online dienst) |
| 1999 | Game Boy Color (remake)     |
| 2004 | Doja (mobiele telefoon)     |
| 2013 | Android, iPad, iPhone       |

## Ontvangst
| Beoordeeld door        | Jaar | Platform       | Score |
| ---------------------- | ---- | -------------- | ----- |
| Nintendo Land          | 2003 | SNES           | 94%   |
| GameSpot               | 2000 | Game Boy Color | 96%   |
| Gaming Age             | 2001 | Game Boy Color | 91%   |
| Gamezilla              | 2000 | Game Boy Color | 89%   |
| Nintendojo             | 2000 | NES            | 87%   |
| Jeuxvideo.com          | 2011 | NES            | 85%   |
| The Next Level         | 2000 | Game Boy Color | 83%   |
| IGN                    | 2000 | Game Boy Color | 80%   |
| NES Times              | 2006 | NES            | 80%   |
| Quebec Gamers          | 2004 | NES            | 79%   |
| RPGFan                 | 2000 | Game Boy Color | 72%   |
| All Game Guide         | 1998 | NES            | 70%   |
| Game Informer Magazine | 2000 | Game Boy Color | 70%   |
| The Video Game Critic  | 2011 | NES            | 67%   |
| 1UP!                   | 2009 | NES            | 68%   |
| Random Access          | 2005 | NES            | 65%   |
| Legendra               | 2005 | Game Boy Color | 50%   |
| RPG Land               | 2005 | Game Boy Color | 40%   |
| RPGamer                | 2000 | NES            | 40%   |
| GameCola.net           | 2008 | NES            | 35%   |

## Trivia
- Het spel is opgenomen in het boek 1001 Video Games You Must Play Before You Die van Tony Mott.